# تونی زاله
تونی زاله (انگلیسی: Tony Zale; ۲۹ مهٔ ۱۹۱۳ – ۲۰ مارس ۱۹۹۷) بوکسور اهل ایالات متحده آمریکا بود.